# مالی لشینی
مالی لُشینی (به کرواتی: Mali Lošinj) شهری در ایالت پریمریه-گرسکی کتار کشور Croatia است که جمعیت آن در سال ۲۰۱۱ میلادی ۷٬۹۹۴ نفر بوده‌است.